# Luís II de Guise
Luís II de Guise (Dampierre-en-Yvelines, 6 de julho de 1555 - Castelo de Blois, 24 de dezembro de 1588) um cardeal católico e foi o terceiro filho de Francisco, Duque de Guise e Ana d'Este. Seus avós maternos eram Hércules II d'Este, Duque de Ferrara e Renata de França.
Ele foi eleito arcebispo de Reims, em 1574, sucedendo seu tio, Carlos de Guise. Em 21 de fevereiro de 1578, foi elevado a cardeal, ele tomou o título de cardeal de Guise, sucedendo seu tio, Luís I, o cardeal de Guise. Mais tarde, ele foi nomeado legado papal para Avinhão, e feito por Henrique III de França um cavaleiro da Ordem do Espírito Santo.
Sua dedicação à causa do seu irmão Henrique I, duque de Guise, e intransigência ao poder real provocou a hostilidade de Henrique III. No comando real, o Cardeal foi assassinado no Castelo de Blois por guarda-costas do rei conhecidos como "Os quarenta e cinco", um dia depois de seu irmão.
Um filho ilegítimo, Luís (1588-1631), chamado bâtard de Guise, nascido de sua ligação com Aimerie de Lescheraine, dame de Grimaucourt, foi legitimado em 1610, após a morte de seu pai.